# ليه يا بنفسج
ليه يا بنفسج هي أغنية قدّمها صالح عبد الحي وكتب كلماتها بيرم التونسي ولحّنها رياض السنباطي عام 1930، وقد أراد لها أن تكون على غرار أغنيات الزمن القديم فجاءت شبيهة بأغاني عبده الحامولي وزكريا أحمد. والأغنية على مقام السوزناك (من فروع الراست) وقد قدمها عبد الحي على الطراز التقليدي مسبوقة بدولاب وسماعي (سماعي طاطيوس أفندي) من مقام الراست.
ليه يا بنفسج
ليه يا بنفسج * بِتِبهِج * وانت زهر حزين
والعين تتابعك * وطبعك * محتشم ورزين
ملفوف وزاهي * يا ساهي * لم تبوح للعين
بكلمة منك * كإنَّك * سِرّ بين اتنين
حسنك بكونك * بِلونك * تِبهج المقهور
واللي يزوره * سميره * في الظلام مستور
حطوك خميلة * جميلة * فوق صدور الغيد
تسمع وتسرق * يا أزرق * همسة التنهيد
اسمع وقولي * مين اللى * قال معايا آه
بقولها وحدي * لوحدي * والأسى هواه

## روابط خارجية
صالح عبد الحي ليه يابنفسج